# Бешлић
Бешлић је презиме. Значајни људи са овим презименом су:
- Ана Бешлић (1912–2008), српска вајарка
- Домагој Бешлић (1990), хрватски фудбалер
- Халид Бешлић (1953), босанскохерцеговачки певач
- Љубо Бешлић (1958–2021), босанскохерцеговачки политичар